# Eero Salonen
Eero Ilmari Salonen (Helsinki, 25 luglio 1932 – Pattaya, 22 maggio 2006) è stato un cestista finlandese.

## Carriera
Con la Finlandia ha disputato i Giochi olimpici di Helsinki 1952 e quattro edizioni dei Campionati europei (1953, 1955, 1957, 1959).